# لشكر جهنكوي
لشكر جهنكوي (بالأردية: لشکر جھنگوی) أو «جيش جهنكوي»، هي منظمة سنية مسلحة، سلفية جهادية مقرها في أفغانستان، تأسست سنة 1996، انبثقت من جماعة سباة صحابة أو جيش الصحابة المناهض للشيعة بعد ست سنوات من اغتيال زعيم جيش الصحابة حق نواز جهنكوي، حيث أسسها أعضاء سابقون في سباة صحابة أبرزهم رياض بصرة ومالك إسحاق وأكرم لحوري وغلام رسول شاه.
أعلنت الجماعة مسؤوليتها عن العديد من الهجمات الجماعية ضد الشيعة في باكستان، بما في ذلك العديد من التفجيرات التي أسفرت عن مقتل أكثر من 200 من الشيعة الهزارة في كويته في عام 2013، كما نفذت العديد من العمليات مثل اختطاف دانييل بيرل في عام 2002، والهجوم على فريق الكريكيت السريلانكي في لاهور في عام 2009.
قُتل رياض بصرة أول أمير للجماعة في مواجهة مع الشرطة عام 2002، وخلفه مالك إسحاق الذي قُتل أيضًا مع غلام رسول شاه في مواجهة في مظفرغرة سنة 2015. تم حظر الجماعة من قبل الحكومة الباكستانية في أغسطس 2001. لا تزال الجماعة نشطة.

## هجمات عاشوراء بأفغانستان 2001
في 6 ديسمبر 2011 الموافق يوم عاشوراء في الساعة 12:00 بالتوقيت المحلي وقعت ثلاث تفجيرات في ثلاث مدن كابل ومزار شريف وقندهار خلفت 80 قتيلاً و160 جريحاً، وأدعى أحد المنتمين لــ «لشكر جهنكوي» وهو علي شير خدا بأن الجماعة كانت وراء التفجيرات.

## للمزيد من القراءة
- Lashkar-e-Jhangvi Claims Islamic State Support in Quetta Attack, Newsweek Pakistan, 27 October 2016.
- Quetta attack: A primer on Lashkar-e-Jhangvi, who allegedly carried out strike, Firstpost, 26 October 2016.